# Thủy tiên vàng
Thủy tiên vàng hay thủy tiên mỡ gà (danh pháp hai phần: Dendrobium thyrsiflorum) là một loài lan trong chi Lan hoàng thảo.
Cây phân bố từ Nam Á đến Đông Nam Á và Trung Quốc. Tại Việt Nam, cây có mặt từ Phú Thọ đến Đà Lạt.